# Квантова декогеренція
Квантова декогеренція — один із підходів до проблеми вимірювання в квантовій механіці, у рамках якого квантова система втрачає свою когерентність поступово внаслідок взаємодії з термостатом. Підхід є альтернативним до ідеї колапсу хвильової функції, постулювання раптової, стрибкоподібної втрати системою своєї квантовості. Процес декогеренції є незворотнім. Спроби побудови математичної теорії квантової декогеренції особливо інтенсивні, починаючи з 1980-их.
Не повністю когеретні, змішані стани, описуються в квантовій механіці матрицею густини. Один із підходів до проблеми декогеренції полягає у використанні редукованої матриці густини, яку можна отримати з матриці густини повної системи усередненням за ступенями вільності термостата.
З іншого боку реальна втрата когерентності квантовими бітами, кубітами, є перешкодою при конструюванні квантових комп'ютерів, для яких бажаним сценарієм був би когерентний розвиток в часі й миттєвий колапс хвильової функції при вимірюванні.